# روبرت والزر
روبرت اوتو والزر(به آلمانی: Robert Otto Walser) (متولد ۱۵ آوریل ۱۸۷۸ در شهر بیل در کانتون برن – درگذشته ۲۵ دسامبر ۱۹۵۶ نزدیک هریزاو در کانتون آپنتسل آوسرهودن)، نویسنده سوئیسی آلمانی‌زبان بود.

## زندگی و آثار

### ۱۸۷۸ تا ۱۸۹۷
روبرت اوتو والزر دومین فرزند از هشت فرزند آدولف والزر ٬‌صحاف و قاب‌ساز، و الیزابت والزر بود. بیل، شهر زادگاه روبرت والزر در مرز بخش فرانسوی‌زبان و آلمانی‌زبان سوئیس قرار دارد و والزر نیز هر دو زبان را فراگرفت. بخاطر عدم توانائی مالی خانواده، والزر تحصیلات دبیرستانی خود را قبل از اتمام دوره، ترک کرد.
والزر در چهارده‌سالگی مادرش را که به بیماری روانی دچار بود، از دست داد.
از ۱۸۹۲ تا ۱۸۹۵ در بانک کانتون برن کارآموز بود، مدتی در شهر بازل کار کرد و سپس به اشتوتگارت در آلمان رفت و در یک انتشاراتی مشغول به کار شد. در همین زمان والزر که از نوجوانی به تئاتر علاقمند شده بود، تلاش کرد تا بازیگر شود که تلاش ناموفقی بود.
در سال ۱۸۹۶ پیاده از اشتوتگارت به زوریخ برگشت. در زوریخ در چند شرکت و اداره کارمند امور دفتری بود. همیشه محل کار خود را به سرعت عوض می‌کرد. والزر از اولین نویسنده‌های آلمانی‌زبان است که زندگی کارمندی را به عنوان موضوع وارد ادبیات کرده‌است.

### ۱۸۹۸ تا ۱۹۱۲
در سال ۱۸۹۸ روزنامه در بوند، شش شعر از والزر را منتشر کرد و والزر با انتشار این شعرها با گروه هنرمندانی که متأثر از مکتب هنری هنر نو بودند و با نشریه دی اینزلهمکاری می‌کردند، آشنا شد، از جمله با فرانک ودکیند، نویسنده، نمایشنامه‌نویس و بازیگر صاحب‌نام آلمان. در اولین شماره این نشریه در اکتبر ۱۸۹۹ چهار شعر از والزر به چاپ رسیده بود. بتدریج شعرها، قطعه‌های منثور و نمایشنامه‌های کوتاه والزر در این نشریه منتشر می‌شدند.
والزر در تمام طول زندگی خود، به جز سال‌های اقامت در آسایشگاه، عادت داشت تا مدام محل زندگی خود را تغییر بدهد و معمولاً در هر آپارتمان و اتاقی چند ماهی بیشتر اقامت نمی‌کرد.
در این دوران هم گرچه تا ۱۹۰۵ محل اقامت اصلیش زوریخ بود، اما در شهرهای مختلفی زندگی می‌کرد، از جمله در زولوتورن، تون، وینترتور، مونیخ، و نیز نزد خواهرش لیزا در تویفلن.
در سال ۱۹۰۳ دوران خدمت سربازی را تمام کرد و نزد مهندسی وردست شد. نقل این دوره از زندگیش در رمان» وردست «(۱۹۰۸ Der Gehülfe) آمده‌است.
۱۹۰۴ اولین کتاب والزر با نام «نوشته‌های فریتس کوخر» منتشر شد.
در تابستان ۱۹۰۵ یک دوره آموزشی پیشخدمتی را گذراند و در پاییز همان سال چند ماهی به کار پیشخدمتی مشغول بود. موضوع بسیاری از آثار والزر، بخصوص در رمان» یاکوب فون گونتن «که در سال ۱۹۰۹ منتشر شد، همین موضوع خدمت و خدمت کردن است. اوایل سال ۱۹۰۶ والزر به برلین رفت. برادرش کارل، نقاش، گرافیست و طراح صحنه، در این شهر زندگی می‌کرد و باعث آشنایی والزر با محافل ادبی و هنری برلین شد.
والزر در برلین رمان» برادران تانر «را طی شش هفته نوشت که در سال ۱۹۰۷ منتشر شد. رمان بعدی «وردست» ۱۹۰۸ به بازار آمد.
در کنار نگارش رمان‌ها، قطعه‌های منثور را هم می‌نوشت. والزر با رمان‌ها و نوشته‌های خود که مورد استقبال قرار گرفتند، جای خود در دنیای ادبیات را یافته بود.
نویسنده‌های نامداری مانند روبرت موزیل و کورت توخولسکی از کارهای وی تمجید می‌کردند و هرمان هسه و فرانتس کافکا از روبرت والزر به عنوان نویسنده محبوب‌شان نام می‌بردند.
فرم کوتاه قطعه‌های منثور که در روزنامه‌ها و مجله‌های معتبر آن روزگار منتشر می‌شدند، بزودی به عنوان مشخصه آثار والزر شناخته شدند و بخش عمده‌ای از آثار او را تشکیل می‌دهند. این نوشته‌ها در واقع طرح‌ها و اسکیزهای ادبی هستند که به سختی می‌توان آن‌ها را در مقوله‌ای گنجاند.

### ۱۹۱۳ تا ۱۹۲۹
۱۹۱۳ والزر به سویس برگشت و مدتی نزد خواهرش لیزا زندگی کرد. خواهرش آموزگار یک آسایشگاه بیماران روانی بود. در این زمان با فریدا مرمت آشنا شد که به شغل رختشویی مشغول بود. صمیمیت پایداری بین این دو شکل گرفت و از این دوستی نامه نگاری‌های مفصلی به جا مانده‌است. پس از اقامت کوتاهی نزد پدرش در شهر بیل به آپارتمانی در هتلی نقل مکان کرد.
در سال ۱۹۱۴ پدر والزر از دنیا رفت.
در طول جنگ جهانی اول والزر چند بار به خدمت سربازی فراخوانده شد. ۱۹۱۶ برادرش ارنست که مدتی گرفتار بیماری روانی بود، و در آسایشگاه والداو به سر می‌برد، فوت کرد.
۱۹۱۹ برادر دیگرش هرمان، پروفسور جغرافی در برن، خودکشی کرد. والزر که بخاطر جنگ از آلمان دور افتاده بود، هرچه بیشتر تنها می‌شد و گرچه زیاد می‌نوشت، اما نمی‌توانست با درآمد نویسندگی زندگی کند.
طی اقامت در بیل نوشته‌های کوتاهش همچنان در نشریات منتشر می‌شدند و به صورت چند مجموعه هم به بازار آمدند. در سال ۱۹۱۷ تنها نوشته نسبتاً بلند والزر در این دوره منتشر شد که «پیاده‌روی» نام داشت.
در این زمان والزر که به پیاده‌روی علاقه داشت شروع کرد تا به‌طور منظم پیاده‌روی‌های طولانی انجام دهد، بخصوص شب‌ها. قطعه‌های منثور والزر در این دوره یا نوشته‌هایی است از دید بیگانه‌ای که در محیطی بیگانه گام می‌زند یا مقاله‌های ساده‌ای دربارهٔ نویسنده‌ها و هنرمندان.
اوایل سال ۱۹۲۱ والزر به برن نقل مکان کرد و مدتی به عنوان کارمند موقت در آرشیو دولتی مشغول به کار شد. در همین دوره هم رمان» تئودور «را نوشت که اثری از آن باقی نیست. در برن زندگی گوشه گیرانه‌ای داشت و مدام محل سکونتش را تغییر می‌داد. طی ۱۲ سال ۱۶ بار نقل مکان کرد.

### ۱۹۲۹–۱۹۵۶
اوایل ۱۹۲۹ والزر که مدتی بود دچار هراس و توهم شده بود، پس از یک حمله روانی به توصیه روانشناس و اصرار خواهرش لیزا به آسایشگاه بیماران روانی والدآو (Waldau) در حومه برن رفت. در یکی از صورت جلسه‌های پزشکی چنین آمده‌است:» بیمار می‌گوید که صداهایی می‌شنود. «والزر در آسایشگاه پس از چند هفته به وضعیت عادی برگشت و مجدداً می‌نوشت و منتشر می‌کرد، گرچه با فواصل زمانی و کمتر از سابق. در این دوره از روشی که خودش به آن» روش مداد «می‌گفت، استفاده می‌کرد: در این روش والزر با مداد و به خط کورنت آلمانی، الفبای ایتالیک و سرهم می‌نوشت. در اواخر این دوره نگارشی خط والزر آنقدر ریز شده بود که بزرگی حروف حتی به یک میلیمتر هم نمی‌رسید. شعرها و قطعه‌های منثوری که در این دوره نوشته شده به میکروگرام معروف شده‌است. بعضی از این نوشته‌ها را والزر بعداً به‌صورت مرتب و با قلم و جوهر پاکنویس می‌کرد.
در سال ۱۹۳۳ والزر بر خلاف میلش به آسایشگاه بیماران رونی هریزآو برده شد. یکی از علل این انتقال شاید این بود که به دلیل به قدرت رسیدن ناسیونال سوسیالیست‌ها در آلمان بازار عمده‌ای برای انتشار آثار والزر از دست رفته بود. در این آسایشگاه والزر از نوشتن دست کشید، گرچه مدیر آسایشگاه که خود شاعر و نویسنده بود، اتاقی برای فعالیت‌های ادبی در اختیار والزر گذاشته بود.
در این آسایشگاه والزر مانند سایر بیماران به نظافتکاری و درست کردن پاکت‌های کاغذی مشغول بود و در اوقات فراغت هم کتاب‌های عامه‌پسند می‌خواند.
از سال ۱۹۳۶ یکی از تحسین کننده‌های والزر، نویسنده‌ای به نام کارل زلیگ، مرتب به دیدن والزر می‌رفت و پس از مرگ کارل - برادر والزر- در سال ۱۹۴۳ و مرگ لیزا - خواهر والزر - در سال ۱۹۴۴، قیمومت والزر را بعهده گرفت و بعدها در کتابی تحت عنوان «گشت و گذار با روبرت والزر» شرح گفتگوهایش با والزر در آن دوره را به رشته تحریر درآورد.
گرچه والزر مدتی بود دیگر نشانه‌ای از بیماری روانی نداشت، اما حاضر به ترک آسایشگاه نشد.
روبرت والزر پیاده‌روی را بسیار دوست داشت. در اولین روز تعطیلات کریسمس ۱۹۵۵ در حالی که داشت در میان برف پیاده‌روی می‌کرد، دچار حمله قلبی شد و از دنیا رفت. طولی نکشید که جسدش را پیدا کردند. عکس‌هایی که از این عابر مرده وجود دارند بیننده را بلافاصله به یاد تصویری که روبرت والزر در اولین رمانش «برداردان تانر» از سباستیان شاعر در برف توصیف کرده، می‌اندازد.

### تأثیر والزر بر نویسنده‌های دیگر
والزر که به استثنای چند سال اول فعالیت‌های ادبیش که با گروه نشریهدی اینزلهمکاری داشت، هرگز نه به مکتب ادبی خاصی و نه به هیچ گروه و جنبشی تعلق نداشت، قبل از جنگ اول جهانی و نیز در سال‌های بیست میلادی قرن بیستم نویسنده‌ای بود مورد توجه با آثار متعدد. اما بعدها فقط به نوشته مقالات هنری و ادبی برای نشریات پرداخت و در دههٔ سی قرن بیستم خیلی زود در آلمان به فراموشی سپرده شد.
گرچه کسانی مانند روبرت موزیل، کورت توخولسکی، فرانتس کافکا، والتر بنیامین و هرمان هسه جزو تحسین کننده‌های آثار والزر بودند، اما تازه در دههٔ هفتاد میلادی قرن بیستم بود که طیف گسترده‌تری والزر را کشف کرد. از آن به بعد تقریباً تمام نوشته‌های او به چاپ رسیده‌است. والزر تأثیر تعین کننده‌ای بر بسیاری از نویسنده‌های معاصر مانند مارتین والزر، پتر بیکسل، پتر هاندکه، الفریده یلینک، و.گ. زه بالد دارد.

### بنیاد و مرکز روبرت والزر
در سال ۱۹۶۷ خواهر والزر فانی هگی - والزر آثار بجای مانده از والزر را به بنیاد کارل زلیگ واگذار و شرط کرد که تمام آثار در آرشیو روبرت والزر نگه‌داری شوند که در سال ۱۹۷۳ تأسیس شد. در سال ۱۹۹۶ انجمن روبرت والزر به وجود آمد و بنیاد کارل زلیگ در سال ۲۰۰۴ به بنیاد روبرت والزر زوریخ تغیر نام داد. به دلایل مشکلات مادی این بنیاد به برن منتقل شد و در آنجا مرکز روبرت والزر تأسیس شد.
در این مرکز علاوه بر آرشیو روبرت والزر در یک کتابخانه تمام نوشته‌ها و مقاله‌های والزر نگهداری می‌شوند. هر از چند گاه نیز نمایشگاهی با موضوع روبرت والزر برگزار می‌شود.
در سال ۱۹۷۸ نیز در شهر محل تولد والزر، بیل، بنیاد روبرت والزر تأسیس شد که جایزه روبرت والزر را نیز اهدا می‌کند.

### آثار
- Schneewittchen, 1901, verse drama
- Fritz Kochers Aufsätze, 1904 ISBN 3-518-37601-2
- Geschwister Tanner, 1907 ISBN 3-518-39982-9
- Der Gehülfe, 1908 ISBN 3-518-37610-1
- Poetenleben, 1908 ISBN 3-518-01986-4
- Jakob von Gunten, 1909 ISBN 3-518-37611-X
- Gedichte, 1909
- Kleine Dichtungen, 1914 ISBN 3-518-37604-7
- Prosastücke, 1916
- Der Spaziergang, 1917 ISBN 3-518-37605-5
- Kleine Prosa, 1917
- Poetenleben, 1917 ISBN 3-518-01986-4
- Komödie, 1919
- Seeland, 1920 ISBN 3-518-37607-1
- Die Rose, 1925 ISBN 3-518-37608-X
- Der Räuber, 1925 (veröffentlicht 1978) ISBN 3-518-37612-8
- Große Welt, kleine Welt, 1937
- Dichterbildnisse, 1947
- Dichtungen in Prosa, 1953
- Robert Walser – Briefe, 1979
- Geschichten, 1985 ISBN 3-518-37602-0
- Der Spaziergang. Prosastücke und Kleine Prosa., 1985 ISBN 3-518-37605-5
- Aufsätze, 1985 ISBN 3-518-37603-9
- Bedenkliche Geschichten. Prosa aus der Berliner Zeit 1906-1912, 1985 ISBN 3-518-37615-2
- Träumen. Prosa aus der Bieler Zeit 1913-1920, 1985 ISBN 3-518-37616-0
- Die Gedichte, 1986 ISBN 3-518-37613-6
- Komödie. Märchenspiele und szenische Dichtung, 1986 ISBN 3-518-37614-4
- Wenn Schwache sich für stark halten. Prosa aus der Berner Zeit 1921-1925, 1986 ISBN 3-518-37617-9
- Zarte Zeilen. Prosa aus der Berner Zeit 1926, 1986 ISBN 3-518-37618-7
- Es war einmal. Prosa aus der Berner Zeit 1927-1928, 1986 ISBN 3-518-37619-5
- Für die Katz. Prosa aus der Berner Zeit 1928-1933, 1986 ISBN 3-518-37620-9
- Aus dem Bleistiftgebiet Band 1. Mikrogramme 1924/25, 1985 ISBN 3-518-03234-8
- Aus dem Bleistiftgebiet Band 2. Mikrogramme 1924/25, 1985 ISBN 3-518-03234-8
- Aus dem Bleistiftgebiet Band 3. Räuber-Roman, Felix-Szenen, 1986 ISBN 3-518-03085-X
- Aus dem Bleistiftgebiet Band 4. Mikrogramme 1926/27, 1990 ISBN 3-518-40224-2
- Aus dem Bleistiftgebiet Band 5. Mikrogramme 1925/33, 2000 ISBN 3-518-40851-8
- Aus dem Bleistiftgebiet Band 6. Mikrogramme 1925/33, 2000 ISBN 3-518-40851-8
- Unsere Stadt. Texte über Biel., 2002 ISBN 3-907142-04-7
- Feuer. Unbekannte Prosa und Gedichte., 2003 ISBN 3-518-41356-2
- Tiefer Winter. Geschichten von der Weihnacht und vom Schneien. Hg. v. Margit Gigerl, Livia Knüsel u. Reto Sorg. Frankfurt: Insel Taschenbuch Verlag 2007 (it; 3326), ISBN 978-3-458-35026-2

### ترجمه به فارسی
- داستان کوتاه» موری «- در مجموعه» داستانک‌ها «- ناصر غیاثی - نشر ثالث - ۱۳۸۸
- یاکوب فن گونتین - حمید درخشنده - نشر بدیل - ۱۳۹۳
- یاکوب فون گونتن - ناصر غیاثی - نشر نو - ۱۳۹۴
- دستیار - ناصر غیاثی - نشر چشمه- چاپ اول پائیز ۱۳۹۵
- دستیار - علی اصغر حداد - نشر نیلوفر - ۱۳۹۶
- رمان اسب فراری ein fliehendes Pferd نشر روزگار، ترجمه ابوذر آهنگر، از بزرگ ترین رمان های آلمانی و از 1001 کتابی که پیش از مرگ باید خواند.

## فیلم‌های ساخته شده بر اساس آثار والزر
- یاکوب فون گونتن. کارگردان پتر لیلیان تال. ۱۹۷۱
- روبرت والزر. کارگردان شون هر - ۱۹۷۴–۱۹۷۸
- وردست. کارگردان توماس کورفر. ۱۹۷۵
- قیم و شاعرش. کارگردان پرسی آلدون. ۱۹۷۸
- والدی. کارگردان راینهارد کان، میشأٰ‌ئل لاینر. ۱۹۸۰
- Institute Benjamenta, or This Dream People Call Human Life.کارگردان استیفن کوای، تیموتی کوای. ۱۹۹۵
- Branca de Neve. کارگردان João César Monteiro. سال ۲۰۰۰
- یاکوب فون گونتن. کارگردان فیلم گئورگ بورن. کارگردان تئاتر مارتین یورگنس. ۲۰۰۱
- آن نشسته بر او. کلاه نشسته بر سر. داستان‌های روبرت والزر. یک کتاب دیداری، خوانده شده توسط برونو گانتس. کارگردان والو دویبر. ۲۰۰۶